# Hemichela longiunguis
Hemichela longiunguis is een zeespin uit de familie Ammotheidae. De soort behoort tot het geslacht Hemichela. Hemichela longiunguis werd in 1982 voor het eerst wetenschappelijk beschreven door Staples. 